# Liopholidophis oligolepis
Liopholidophis oligolepis — вид змій родини Pseudoxyrhophiidae. Ендемік Мадагаскару.

## Поширення і екологія
Liopholidophis oligolepis відомі за типовим зразком, зібраним в Національному парку Марожежі на північному сході Мадагаскару. Вони живуть в тропічних лісах.